# Jack (film, 1996)
Cet article concerne le film de Francis Ford Coppola. Pour le film de Frank Borzage, voir Jack.
Pour les articles homonymes, voir Jack.
Pour plus de détails, voir Fiche technique et Distribution.
Jack est un film américain réalisé par Francis Ford Coppola, sorti en 1996.

## Synopsis
Jack Powell n'a que dix ans, mais son corps vieillit quatre fois plus vite que la normale. Cette étrange maladie, une forme de syndrome de Werner, lui donne l'apparence physique d'un adulte. Écartelé entre l'âge qu'il a et l'âge qu'on lui donne, Jack tente de vivre normalement.

## Fiche technique
Sauf indication contraire, les informations mentionnées dans cette section peuvent être confirmées par la base de données cinématographiques IMDb,  présente dans la section « Liens externes ».
- Titre : Jack
- Réalisation : Francis Ford Coppola
- Scénario : James DeMonaco et Gary Nadeau
- Musique : Michael Kamen
- Photographie : John Toll
- Montage : Barry Malkin
- Décors : Dean Tavoularis
- Costumes : Aggie Guerard Rodgers
- Production : Robin Williams, Francis Ford Coppola, Fred Fuchs, Ricardo Mestres et Doug Claybourne
- Sociétés de production : American Zoetrope, Great Oaks et Hollywood Pictures
- Distribution : Buena Vista Pictures (États-Unis), Gaumont Buena Vista International (France)
- Pays de production : États-Unis
- Format : Couleurs - 1,85:1 - Dolby Digital - 35 mm
- Budget : 45 millions de dollars[1]
- Genre : comédie dramatique
- Durée : 113 minutes
- Dates de sortie :
  - États-Unis : 9 août 1996
  - France : 11 décembre 1996

## Distribution
- Robin Williams (V.F. : Dominique Collignon-Maurin ; V.Q. : Luis de Cespedes) : Jack Powell
- Diane Lane (V.F. : Martine Irzenski ; V.Q. : Anne Bédard) : Karen Powell
- Brian Kerwin (V.F. : Patrick Guillemin ; V.Q. : Denis Bernard) : Brian Powell
- Jennifer Lopez (V.F. : Stéphanie Murat ; V.Q. : Nathalie Coupal) : Mlle Marquez
- Bill Cosby (V.F. : Robert Liensol ; V.Q. : Alain Clavier) : Lawrence Woodruff
- Fran Drescher (V.F. : Marie Vincent ; V.Q. : Linda Roy) : Dolores « D.D. » Durante
- Adam Zolotin (V.F. : Stanislas Forlani ; V.Q. : Martin Pensa (en)) : Louis « Louie / Lou » Durante
- Todd Bosley (VF : Donald Reignoux) : Eddie
- Seth Smith : John-John
- Mario Yedidia : George
- Jeremy Lelliott : Johnny Duffer
- Jurnee Smollett : Phoebe
- Dani Faith (V.F. : Kelly Marot) : Jane
- Hugo Hernandez : Victor
- Rickey D'Shon Collins : Eric
- Allan Rich (VF : Jean-Claude Sachot) : Dr. Benfante
- Michael McKean : Paulie
- Keone Young : Dr. Lin

## Production

### Tournage
Le tournage a eu lieu en Californie (Vallejo, Mill Valley, Ross, San Francisco) et à Miami en Floride.

### Musique
La musique du film est composée par Michael Kamen. Bryan Adams interprète par ailleurs la chanson Star, coécrite pour le film avec Michael Kamen et Robert Lange.
Liste des titres
1. Jack Conga - 3:11
2. Jack Scherzo - 3:17
3. Sky - 1:07
4. Butterfly - 1:36
5. The Basketball Game - 2:24
6. Cello Jack - 3:58
7. Louie's Mom (A Great School Day) - 2:35
8. Treehouse Collapse - 2:34
9. Jack's Collapse (Butterfly Death) - 4:06
10. Time to Grow Up - 0:42
11. The Children's Crusade (Can Jack Come Out and Play) - 4:24
12. Back to School (What Do I Want to Be When I Grow up? Alive!) - 3:03
13. Valedictorian (Life Is Fleeting) - 4:22

## Accueil
Le film reçoit des critiques globalement négatives à sa sortie. Sur l'agrégateur américain Rotten Tomatoes, il récolte 18% d'opinions favorables pour 33 critiques et une note moyenne de 3,96⁄10. Sur Metacritic, il obtient une note moyenne de 31⁄100 pour 14 critiques.
Produit pour 45 millions de dollars, le film récolte 58 620 973 $ au box-office nord-américain. En France, Jack n'attire que 138 271 spectateurs en salles. Dans le monde, il récolte un total de 88 023 929 $.